# Владислав Бытомский
Владислав Бытомский (пол. Władysław bytomski, нем. Wladislaus von Beuthen und Cosel; 1277/1283 — до 8 сентября 1352) — князь козленский (1303—1334), бытомский (1316—1352) и севежский (1328—1337).

## Биография
Представитель опольской линии династии Силезских Пястов. Второй сын князя Казимира II Бытомского (1253/1257 — 1312) и Елены, происхождение которой неизвестно. Впервые Владислав упоминается в источниках в 1289 году в связи с принесением его отцом ленной присяги на верность королю Чехии Вацлаву II. В 1303 году, после достижения совершеннолетия, отец выделил Владиславу в самостоятельное управление город Козле с окрестностями, образовавшие Козленское княжество.
По неизвестным причинам после смерти отца в 1312 году Владислав сохранил только Козленское княжество, а Бытомское княжество получил во владение его младший брат Земовит. Два сына Казимира II Бытомского, избравшие духовную карьеру, также получили самостоятельные княжества: старший Болеслав еще в 1303 году получил Тошецкое княжество, а младший сын Мешко унаследовал Севежское княжество. Еще один брат, Ежи, формально считался соправителем Владислава, хотя никакого участия в управлении княжеством он не принимал.
Такое разделение владений Казимира II Бытомского существовало четыре года. В 1316 году Бытомское княжество перешло к Владиславу. Обстоятельства и причины этого изменения остались неизвестными, как и исчезновение со страниц хроник его брата Земовита, следующее упоминание о котором встречается только в 1327 году. После отъезда братьев Болеслава и Мешко в Венгрию для осуществления их духовной карьеры князь Владислав Бытомский стал также фактическим правителем Севежского и Тошецкого княжеств.
19 февраля 1327 года князь Владислав Бытомский вместе с младшими братьями Ежи и Земовитом принес в Опаве оммаж королю Чехии Иоганну Люксембургскому.
В 1328 году скончался Болеслав Тошецкий, а Мешко Бытомский отказался от своего княжества, вследствие чего Владислав Бытомский также стал князем севежским, а Тошек с окрестностями вернулись в состав Бытомского княжества. Таким образом, князь Владислав Бытомский смог объединить под своей властью все отцовские земли, однако это положение сохранялось недолго. Постоянные финансовые проблемы вынудили Владислава распродавать свои владения. Сначала 21 февраля 1334 года он продал Козленское княжество за 4 000 гривен серебра своему двоюродному брату, князю Лешеку Ратиборскому, с условием, что в случае смерти Лешека без наследников Козленское княжество должно было вернуться к Владиславу. Лешек Ратиборский умер всего через два года, в 1336 году, так и не обретя наследников, и Козленское княжество вернулось к Владиславу Бытомскому, который сразу же передал его во владение своему старшему сыну Казимиру. После смерти Казимира в 1342 (по другим данным 1347 году) оно перешло к его младшему брату Болеславу.
8 мая 1337 года князь Владислав Бытомский продал Севежское княжество князю Казимиру Цешинскому, а в конце того же года продал князю Болеславу II Опольскому за 100 гривен город Камень рядом с Тошеком. Примерно в 1340 году Владислав выделил своему младшему брату Земовиту город Гливице с округой в самостоятельное Гливицкое княжество.
Крайне осторожная политика Владислава Бытомского кардинально изменилась в ходе польско-чешской войны 1345—1348 годов, особенно после побед польских войск в битвах под Погоней и Лелювом. 15 февраля 1346 года князь Владислав Бытомский даже заявил, что впредь будет верным союзником польского короля Казимира Великого и в ходе войны не впустит в пределы своего княжества войска Иоганна Люксембургского. Польша не смогла воспользоваться этой замечательной возможностью расширения своего влияния в Силезии, и в 1348 году князь Владислав Бытомский снова упоминается в числе сторонников чешского короля.
Князь Владислав Бытомский скончался около 8 сентября 1352 года; где он был похоронен, неизвестно. Ему наследовал его единственный оставшийся в живых сын Болеслав Бытомский (ок. 1330—1355). Незадолго до смерти Владислав заключил договор с королем Чехии Иоганном Люксембургским, как со своим сюзереном, разрешающий наследование Бытомского княжества по женской линии. Это произошло в 1355 году и стало причиной разделения княжества между олесницкими и цешинскими Пястами.

## Семья
Князь Владислав Бытомский был дважды женат. Приблизительно 21 сентября 1308 года он женился на Беатрисе Бранденбургской (1270 — до 1316), дочери маркграфа Отто V Бранденбургского (ок. 1246—1298) и вдове князя Болеслава I Свидницкого. Дети от первого брака:
- Казимир Козленский (ок. 1312—1342/1347), князь козленский
- Евфимия (ок. 1312—1376/1378), жена с 1328/1333 года князя Конрада I Олесницкого (1290/1294 — 1366)

Около 6 апреля 1328 года он вторично женился на Лудгарде Мекленбургской (1316—1362/1369), дочери Генриха II, князя Мекленбургского (по другим данным, дочери Прибыслава II Мекленбургского, сеньора Пархим-Рихенберга). Дети от второго брака:
- Агнесса (ок. 1328—1362), аббатиса в Тшебнице (1348)
- Катарина (1329/1330 — после 1377), аббатиса в Тшебнице (1362)
- Болеслав Бытомский (ок. 1330—1355), князь козленский (1342/1347—1355) и бытомский (1352—1355)
- Беатриса (ок. 1335—1364), жена с 1357 года графа Бертольда IV Хардегга (ум. 1374)
- Еленца (ум. после 1339), монахиня в Рацибуже.